# Nawokote
Nawokote is een bestuurslaag in het regentschap Flores Timur van de provincie Oost-Nusa Tenggara, Indonesië. Nawokote telt 1230 inwoners (volkstelling 2010).